# Encuadernación tradicional china
Encuadernación china tradicional, también conocida como encuadernación cosida (chino: xian zhuang), es el método de encuadernación usado en China, Corea, Japón y Vietnam antes de adoptar el libro en códice.

## Historia
Los primeros documentos escritos en China y Japón eran cortes de seda o papel en forma de rollo (kansubon), de estructura similar a los papiros egipcios.
En el Período Heian el rollo convivió con encuadernaciones primitivas: el libro en acordeón, que consiste en doblar el rollo y añadirle tapas delante y detrás y el libro aleteado (sempūyō), en el que hay una sola cubierta.
La primera forma de encuadernación conocida en china es la «encuadernación en mariposa»(en chino tradicional, 蝴蝶裝), inventada durante la Dinastía Song (alrededor del 1000 d. C.). Las páginas impresas por una sola cara se doblaban por la mitad y se pegaban al lomo por el doblez, de forma que el libro resultante las páginas impresas alternaban con páginas en blanco.
A este método de encuadernación siguió el método del plegado inverso en el que las hojas impresas se doblaban al revés, dejando el texto por fuera. Tras el doblado se pegaban las hojas al lomo por la parte contraria a la doblez.
El último paso para llegar a la encuadernación tradicional consistió en sustituir el pegado de las páginas al lomo por un cosido. La encuadernación cosida se desarrolló en el siglo XVI.

## Materiales
El papel usado para las hojas es washi. Es un papel absorbente usado en la caligrafía china y en la pintura tradicionales. En obras más detalladas con xilografía polícroma se usaban papeles más fuertes y de mejor calidad. Las cubiertas solían ser de un papel más fuerte teñido de azul oscuro. La cubierta se reforzaba con papel xuan en el interior. Las tapas duras eran infrecuentes, usadas solamente en libros muy importantes. La seda usada para el cosido es casi siempre blanca. La seda amarilla se usó principalmente en obras relacionadas con el comisionado imperial. Las cajas para los libros estaban hechas de madera o cartón, forradas por el exterior con seda u otros tejidos y por papel en el interior.

## Método

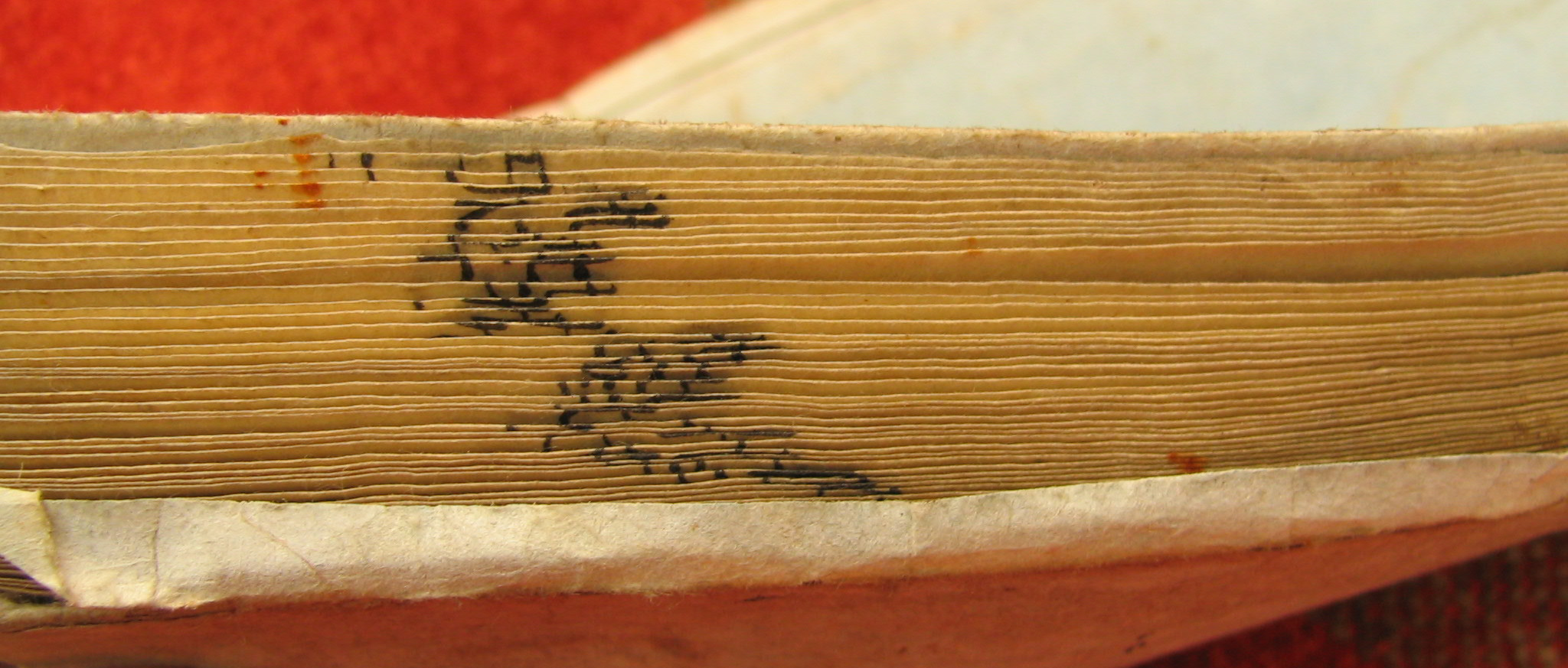
Detalle de las páginas dobladas de un libro encuadernado tradicionalmente en Japón. Se aprecian los números de páginas en el doblez.

1. El primer paso es doblar las hojas impresas. La impresión se realiza en hojas del doble de ancho que el del libro fina, luego se pliega por la mitad de forma que el texto quede en la parte de fuera.
2. En una segunda fase se ordenan las hojas dobladas. En los libros importantes o lujosos se inserta una hoja entre la hoja doblada.
3. Se perforan las hojas a aproximadamente 1 cm del lomo. El número de agujeros estándar es cuatro. En China se realizan seis agujeros para los libros importantes. En Corea es más habitual un número impar de agujeros, tres o cinco. Si el libro es una edición de lujo el corte del lomo se forra con seda para protegerlo.
4. Finalmente se cose el libro con un hilo doble de seda. El nudo se esconde en el lomo.

|  |
|  |

|  |
|  |

|  |
|  |

|  |
|  |

|  |
|  |

|  |
|  |

|  |
|  |

|  |
|  |

## Estuches
Las series de libros impresos se suelen guardar en estuches articulados (chitsu) que dan consistencia, ya que ni las tapas ni el papel hacen que los libros se mantengan erguidos.
Los estuches tradicionales están hechos de madera y tapizados con tela por fuera y con papel por dentro.